# Moritz Milatz
Moritz Milatz (* 24. Juni 1982 in Freiburg im Breisgau) ist ein ehemaliger deutscher Mountainbiker. Er wurde Europameister und mehrfacher Deutscher Meister in den Disziplinen Cross-Country und Marathon.

## Karriere
Moritz Milatz begann seine sportliche Karriere als Leichtathlet und wurde im Jahr 2002 von seinem späteren Manager Michael Veit bei einem Hobby-Rennen entdeckt. Nach einem ersten Jahr als Lizenzfahrer in dessen Freiburger ON TOUR Pro-Team konnte Milatz durch die Kontakte Veits ab 2004 beim Multivan-Merida-Team als Gastfahrer starten. Ein Wechsel zurück zur Leichtathletik kam für ihn ab diesem Zeitpunkt nicht mehr in Frage.
Ab 2005 wurde Milatz dann einer der festen Fahrer des international ausgerichteten Multivan-Merida-Biking-Teams. Einer seiner Höhepunkte war der Gewinn der Deutschen Meisterschaft 2006 im Cross Country in Albstadt, wo er den sechsfachen Sieger Lado Fumić ablösen konnte. Weitere sportliche Höhepunkte waren Milatz' Sieg beim Marathon-Worldcup in Bad Goisern 2005 und seine erste Top-Ten-Platzierung mit Rang sechs beim Cross-Country World Cup in Fort William (SCO) 2006. Nach einem neunten Platz bei der Mountainbike-Weltmeisterschaften 2008 im italienischen Val di Sole wurde Milatz für die Olympischen Spiele in Peking nachnominiert und belegte dort Rang 16. Im Jahr 2009 erreichte er mit dem dritten Rang in Madrid sein erstes World-Cup-Podium. 2010 gewann Milatz die internationale MTB-Bundesligaserie das dritte Mal in Folge und wurde im Jahr 2011 nach 2006, 2010 das dritte Mal Deutscher Meister. Am 10. Juni 2012 gelang ihm in Moskau mit dem Gewinn des Europameistertitels seinen bislang größten Erfolg. Milatz ist damit der erste deutsche Mountainbiker, der einen internationalen Titel gewinnen konnte.
Zum Saisonende 2010 beendete er nach sieben Jahren die Zusammenarbeit mit dem Multivan Merida Biking Team und startete seit der Saison 2011 für das schweizerische BMC Mountainbike Racing Team.
Für die Olympischen Spiele 2012 qualifizierte er sich bereits frühzeitig und wurde am 25. Juni 2012 durch den Deutschen Olympischen SportBund (DOSB) nominiert. Im Männerrennen belegte er den 34. Platz.
Das Jahr 2014 war bisher sein erfolgreichstes Jahr seiner Karriere mit zwei Podestplätzen beim Weltcup, nämlich einem dritten Platz in Nové Město und einem fünften Platz in Albstadt, und dem vierten Platz bei der Weltmeisterschaft in Hafjell. Zusätzlich gewann er 2014 die Gesamtwertung des Schweizer BMC-Cups.
2015 fuhr Moritz Milatz beim Deutschen Engineering-Müsing Racing Team und konzentrierte sich neben seinem Studium der Mikro-Systemtechnik darauf, die Olympianorm für 2016 zu erreichen. 2016 wechselte Moritz Milatz zum deutschen Kreidler Werksteam. Er nahm 2016 zum dritten Mal an Olympischen Spielen teil und belegte den 28. Platz. Nachdem sein Team 2017 die Aktivitäten einstellte, beendete Milatz seine Karriere als Aktiver.

## Erfolge
2014
- Gesamtwertung Schweizer BMC-Cup

2013
- Deutscher Meister Cross Country XCO

2012
- Weltmeisterschaft – Marathon XCM
- Europameister – Cross Country XCO

2011
- Deutscher Meister – Marathon XCM
- Deutscher Meister – Cross Country XCO

2010
- Gesamtwertung MTB-Bundesliga
- Deutscher Meister – Cross Country XCO

2009
- Gesamtwertung MTB-Bundesliga
- Deutsche Meisterschaft – Cross Country XCO

2008
- Gesamtwertung MTB-Bundesliga
- Deutsche Meisterschaft – Cross Country XCO

2007
- Europameisterschaft – Marathon XCM

2006
- Deutscher Meister – Cross Country XCO
- Black Forest Ultra Bike Marathon
- Albstadt-Bike-Marathon
- Tour de Taiwan (MTB)